# لیویا لوی آگوستی
 لیویا لوی آگوستی (به آلمانی: Livia Leu Agosti) دیپلمات سوییسی و سفیر سابق سوئیس در ایران است که در سال ۱۳۸۷ به جای فیلیپ ولتی به عنوان سفیر سوئیس مشغول به کار شد. آگوستی اولین سفیر زن اروپایی و دومین سفیر زن پس از «آلاری کول» سفیر سیرالئون درایران است. او پیشتر عضو هیأت نمایندگی سوئیس در سازمان ملل در نیویورک، نایب رئیس هیأت سوئیس در قاهره و عضو گروهی بود که مسئولیت رسیدگی به پرونده هسته‌ای ایران را بر عهده داشت. قبل از حضور به عنوان سفیر در ایران، رئیس بخش آفریقا و اروپا وزارت امورخارجه سوئیس بود. لئو آگوستی دو پسر ۶ و ۹ ساله و همسرش را به ایران آورده‌است همسرش که یک زیست‌شناس و کارشناس و محقق در مورد مورچه‌ها می‌باشد در ایران مشغول به فعالیت است. او پیش از عزیمتش ایران اعلام کرد که بچه‌هایش درایران را به یک مدرسه آلمانی می‌فرستد.